# 14 Dywizjon Artylerii Konnej
14 dywizjon artylerii konnej (14 dak) – oddział artylerii konnej Wojska Polskiego w II Rzeczypospolitej.
Oddział utworzony został w Górze Kalwarii 14 lipca 1920 jako 9 dywizjon artylerii konnej. W czasie wojny polsko-bolszewickiej jego 1 bateria walczyła w obronie Warszawy, uczestniczyła w wyprawie za Słucz, gdzie toczyła walki pod Rohaczewem i pod Ostróżkiem. W okresie pokoju dywizjon dwukrotnie zmieniał nazwę: w 1921 na 8 dak, a w 1927 na 14 dywizjon artylerii konnej. Jednostka stacjonowała na terenie Okręgu Korpusu Nr III( bateria 3 w Ostrołęce na terenie Okręgu Korpusu Nr I w garnizonie Białystok. Pod względem wyszkolenia fachowego dywizjon podporządkowany był dowódcy 3 Grupy Artylerii. W czasie kampanii wrześniowej walczył w składzie macierzystej Podlaskiej Brygady Kawalerii.

## Wojenne tradycje 14 dak
W czerwcu 1920 podjęto decyzję o sformowaniu dla 9 Brygady Jazdy dywizjonu artylerii konnej. Na jego dowódcę wyznaczony został ppłk Czesław Tabortowski. Miejscem organizacji nowego dak miała się stać bateria zapasowa artylerii konnej w Górze Kalwarii. W tym też miesiącu, w Krakowie, przystąpiono do organizacji „baterii krakusów”, ale na początku sierpnia zapadła decyzja przeniesieniu jej do Góry Kalwarii, włączeniu w skład 9 dak i przemianowaniu na jego 1 baterię. Mimo iż w sierpniu bateria nie osiągnęła pełnej gotowości marszowej, to z powodu zbliżania się do Warszawy wojsk bolszewickich, została użyta do obrony stolicy.
W końcu sierpnia gotowość do działań osiągnęło dowództwo dywizjonu. We wrześniu jednobateryjny 9 dak przewieziono koleją na Wołyń i włączono w struktury 9 BJ. Do większych walk doszło dopiero podczas zagonu na Korosteń. W czasie jego trwania artyleria wspierała pułki jazdy walczące nad Słuczą i odpierające kontrataki wojsk sowieckich. 27 września 1/9 dak wyróżniła się w boju o Rohaczów, a w dniach 1–2 października pod Ostróżkiem. Szlak bojowy dywizjon zakończył w rejonie Korostenia.

### Mapy walk dywizjonu (baterii)

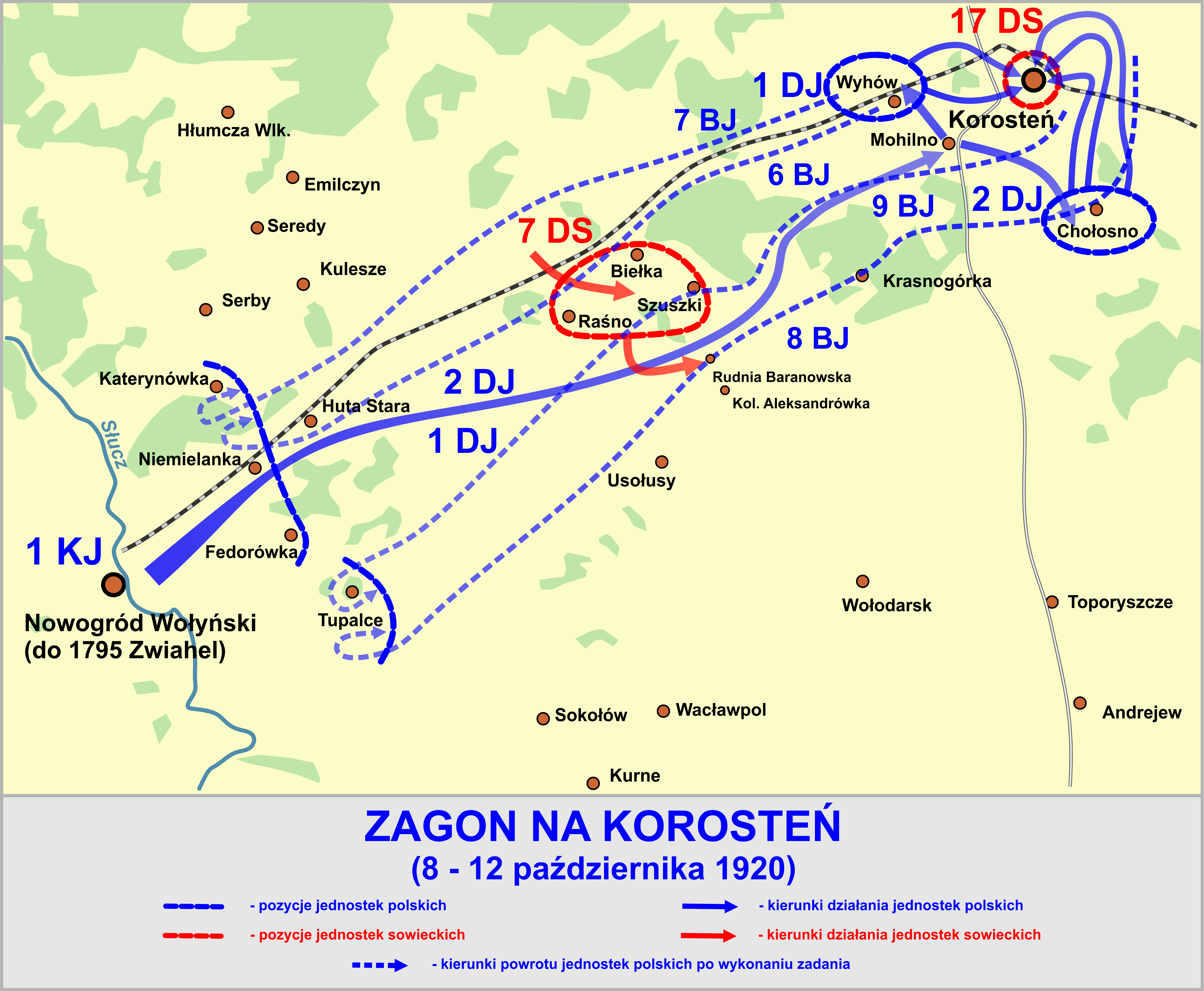
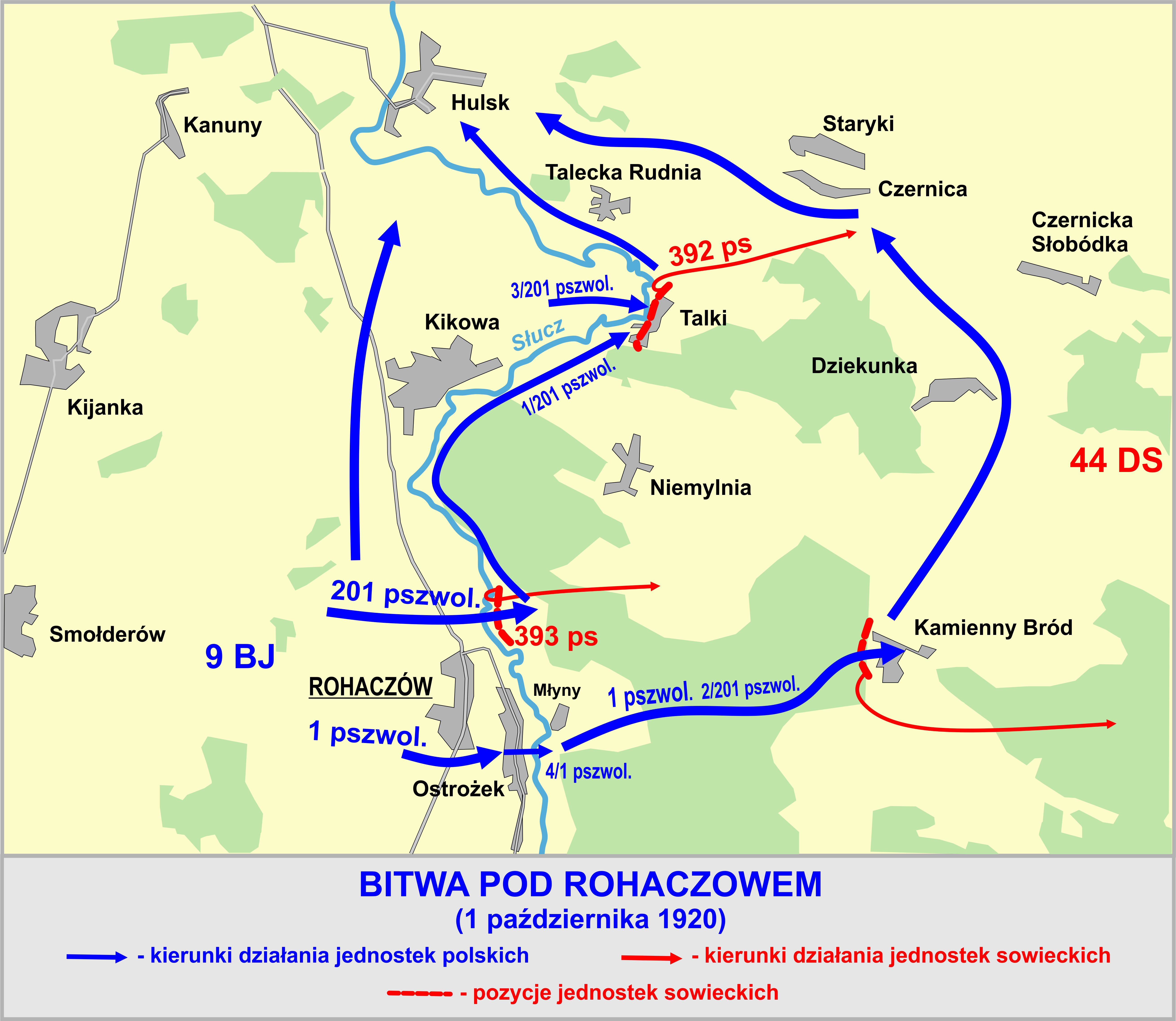

## Dywizjon w okresie pokoju

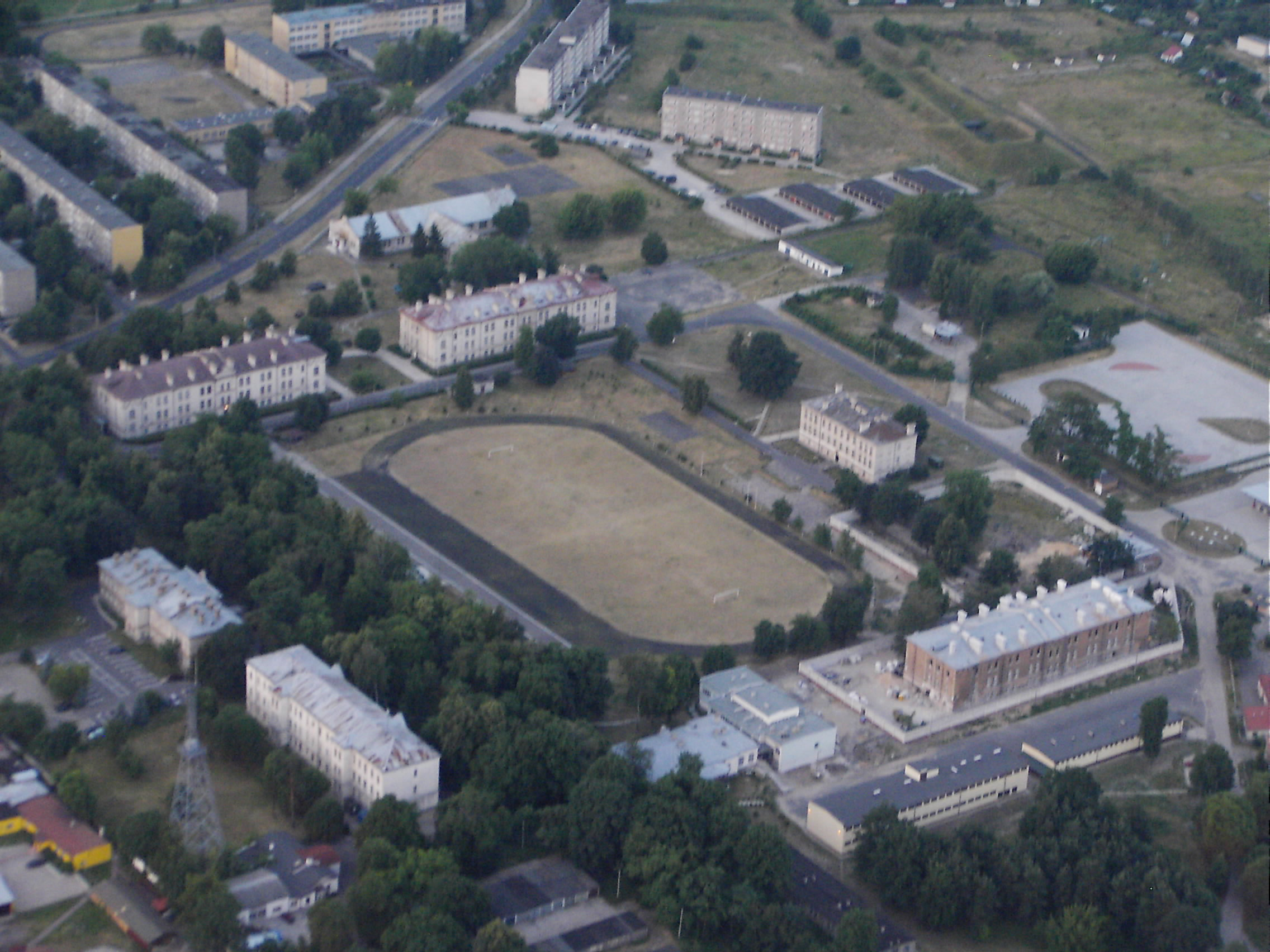
Koszary dywizjonu. Stan w roku 2012

### Struktura organizacyjna i podległość
Po zakończeniu działań wojennych 9 dywizjon artylerii konnej kwaterował w rejonie Przeworska. W maju 1921 przetransportowany został koleją do Białegostoku i rozmieszczony w koszarach po 4 Mariampolskim pułku huzarów przy ulicy Bema 100. Miesiąc później, na wniosek pułkownika Gustawa Orlicz-Dreszera, przemianowany został na 8 dywizjon artylerii konnej.
27 kwietnia 1922 jego 1 bateria została przekazana do 10 dak, a w jej miejsce utworzona została w Białymstoku nowa bateria. Podobny los spotkał 2 baterię, która w 1924 przekazana została do 12 dywizjonu artylerii konnej. W tym samym roku rozwiązano 3 baterię. Niemal przez cały okres międzywojenny dywizjon był oddziałem dwubateryjnym. Składał się z drużyny dowódcy, plutonu łączności, kwatermistrzostwa oraz 1. i 2 baterii. 3 baterię odtworzono dopiero w 1937 w Ostrołęce na bazie 2 baterii rozwiązywanego 12 dak. Z uwagi na szczupłość pomieszczeń w Białymstoku, stacjonowała ona nadal w Ostrołęce w koszarach 5 pułku ułanów. W 1927, rozkazem Departamentu III Artylerii MSWojsk. L. 2000/Org. og., 8 dak został przemianowany na 14 dywizjon artylerii konnej.
W okresie międzywojennym dywizjon kilkakrotnie zmieniał swoją podległość. Od kwietnia do października 1921 wchodził w skład 2 pułku artylerii konnej. Następnie został podporządkowany dowództwu VIII Brygady Jazdy, a od l924 – 1 Dywizji Kawalerii. W 1929 dywizjon wszedł w skład Brygady Kawalerii „Białystok”, przemianowanej w I937 na Podlaską Brygadę Kawalerii.

### Kultura i rozrywka w dywizjonie
Mimo iż Białystok był dość dużym miastem, życie towarzyskie i kulturalne w dywizjonie nie należało do zbyt urozmaiconych. Szeregowi w sposób zorganizowany chodzili do kina „Polonia”, a w salach Ogniska organizowano dla nich przedstawienia w wykonaniu Zespołu Artystycznego Towarzystwa Gimnastycznego Sokół. W świetlicy dywizjonowej znajdowały się wybrane tytuły prasy codziennej oraz czasopism. W latach trzydziestych na wyposażeniu świetlicy znajdował się radioodbiornik, gramofon oraz duża liczba gier planszowych.
Główną rozrywkę kadry stanowiły imprezy organizowane przede wszystkim przez 42 pułk piechoty, 10 pułk ułanów i Składnicę Materiałów Intendenckich nr 13. Chętnie uczęszczano też na koncerty, zabawy, odczyty oraz spotkania towarzyskie organizowane przez Okręg PCK w Białymstoku, Polski Biały Krzyż, Towarzystwo Wiedzy Wojskowej, Towarzystwo Gimnastyczne Sokół, koło białostockie Rezerwistów i Byłych Wojskowych RP.
Istotnym wydarzeniem w życiu jednostki były obchody święta dywizjonowego. Dziennikiem Rozkazów MSWojsk. nr 16 z 19 maja 1927, poz. 174 zostało ono wyznaczone na 12 lipca – datę powstania oddziału. W tym dniu dywizjon zazwyczaj przebywał na poligonie, co znacznie utrudniało zorganizowanie uroczystości.

### Szkolenie w dywizjonie
Wyszkolenie 14 dywizjonu artylerii konnej było na ogół dobrze oceniane przez przełożonych. Inspekcja prowadzona na przełomie 1927/1928 przez gen. Gustawa Orlicz-Dreszera stwierdziła znaczny wzrost poziomu wyszkolenia w stosunku do lat poprzednich. Dobrze oceniono przygotowanie instruktorskie kadry, znajomość taktyki artylerii i wyszkolenie ogniowe. Bardzo dobrze oceniono umiejętności jeździeckie. W protokole pokontrolnym podkreślono sprawne i szybkie wykonywanie działoczynów. Słabiej oceniono współdziałanie z innymi broniami. Na niskim poziomie prowadzone były też wykłady. Dobrze oceniono organizację szkolenia w okresie trwania „szkół ognia” organizowanych w obozie ćwiczebnym „Pohulanka” i OC „Leśna”.

### Uzbrojenie i wyposażenie dywizjonu

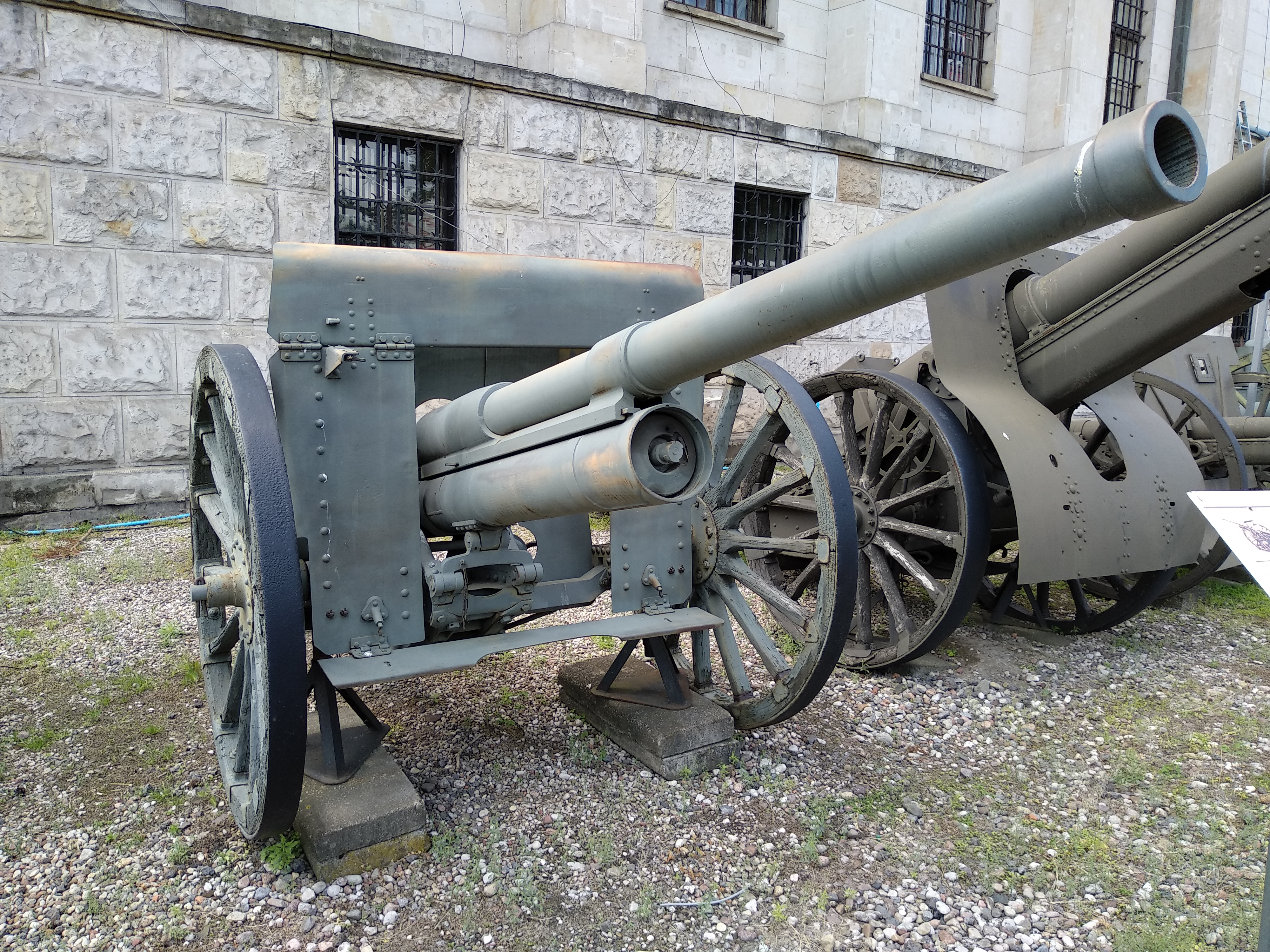
Armata wz. 02 – podstawowe uzbrojenie dywizjonu

W chwili formowania dywizjon wyposażony został w rosyjskie 3-calowe armaty wz. 02, które po „przekoszulkowaniu” i modernizacji pod oznaczeniem wz. 02/26 pozostały na wyposażeniu oddziału aż do wybuchu II wojny światowej. Amunicja przewożona była w jaszczach amunicyjnych produkcji włoskiej, a w skrzyni mieściły się 64 naboje. Naboje były nabojami zespolonymi. Używano granatów (w tym przeciwpancernych), szrapneli, pocisków dymnych i pocisków wskaźnikowych do wstrzeliwania się. Stosowano dwa rodzaje ładunków miotających – normalny i zmniejszony.
W każdej baterii do osłony działonów podczas prowadzonych walk znajdowała się sekcja ciężkich karabinów maszynowych Hotchkiss wz. 25 na taczankach. W każdej baterii artylerii konnej była też radiostacja typu N2T zamontowana na taczankach łączności wz.36. Na osobistym wyposażeniu żołnierza znajdował się hełm francuski wz. 15 „Adrian” i szabla wz. 21. Żołnierz był wyposażony w karabin kbk Mauzer wz.98 wraz z bagnetem. Lance typu francuskiego wykorzystywane były raczej w uroczystościach i w marszu, a nie do walki. Służyły do oznaczania numeracji dywizjonu i baterii na postoju.

### Sport w dywizjonie

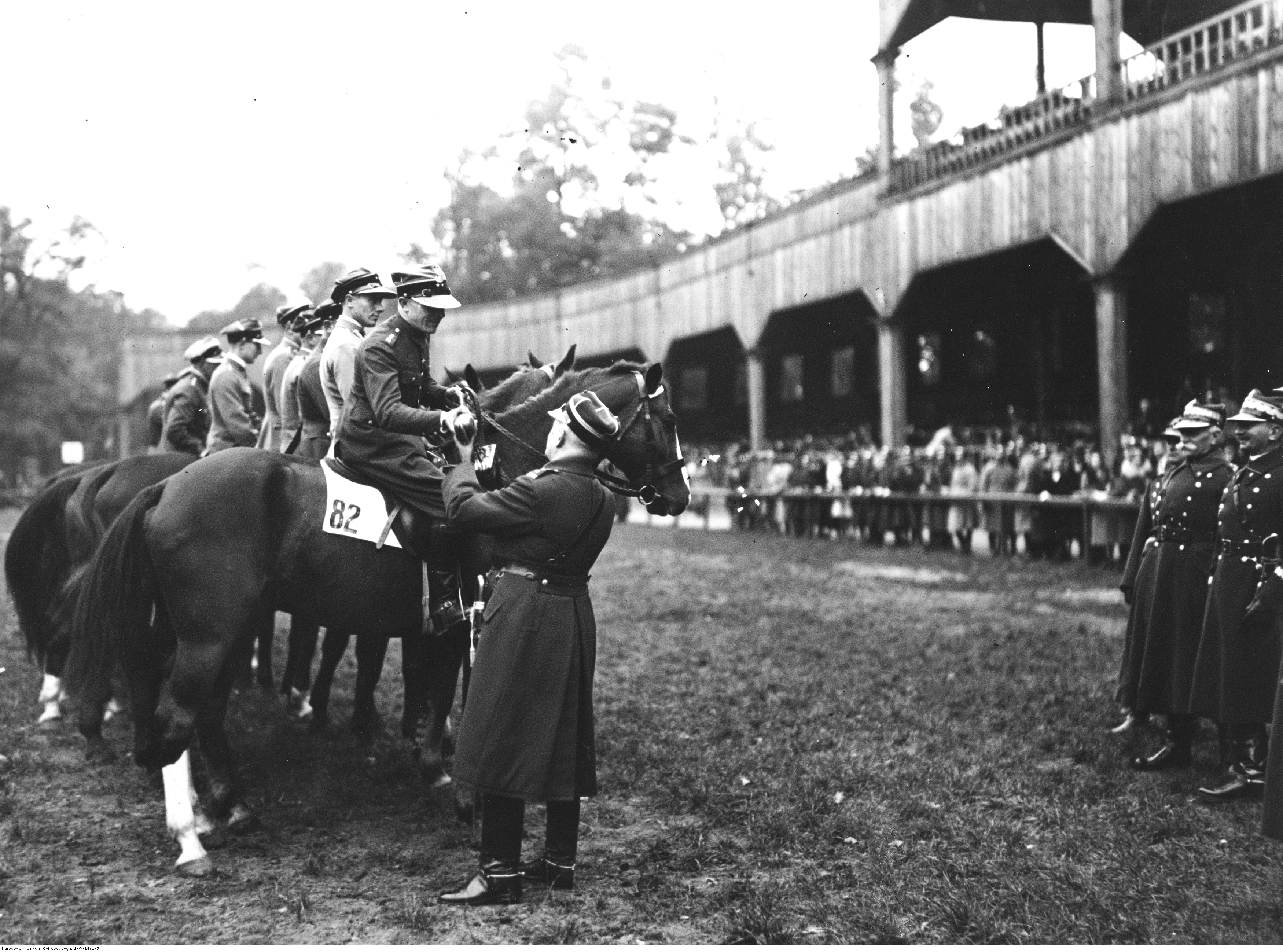
Zawody Związku Jeździeckiego Oficerów Artylerii Konnej w Warszawie 1931 – płk Jan Maciej Bold wręcza nagrodę zwycięzcy konkursu otwarcia por. Ludwikowi Pyrowiczowi z 14 dak

W końcu 1919 powstało „Towarzystwo – Sport Konny”, którego inicjatorem i założycielem był dowódca artylerii konnej płk Leon Dunin-Wolski. Towarzystwo ustanowiło puchar przechodni artylerii konnej z żetonem. W 10 rocznicę istnienia artylerii konnej, w Warszawie, odbyły się sześciodniowe uroczystości, w których brały udział wszystkie dywizjony. 10 października 1928 rozpoczęły się zawody podoficerów i szeregowych. W konkursie hippicznym szeregowców 2. miejsce zdobył bomb. Cudowski, a w „rąbaniu” szablą bomb. Jaroszewicz. Na poligonie w Rembertowie odbył się trójbój artyleryjski. Polegał on na tym, że wszystkie działony stały na stanowiskach, konie były rozebrane i przywiązane do koniowiązów, siodła i uprzęże złożone, a broń stała w kozłach. Na sygnał do startu należało zaprząc i zaprzodkować, ruszyć z miejsca galopem, przebyć 1200 m trasę pokonując rów, most, wał i rzeczkę. Dodatkowo należało wykonać zmianę dyszla, koła oraz koni w zaprzęgu, później, po odprzodkowaniu, oddać z każdego działa 6 strzałów do dwóch tarcz. W zawodach tych działon z 14 dak zajął 3. miejsce. Także w październiku odbywały się „Militari” o mistrzostwo artylerii konnej. W „biegu z płotami” na dystansie 2100 metrów 1. miejsce zajął kpt. Świeczyński na klaczy „Rachela”. W kolejnych dniach rozgrywano konkursy hippiczne w Łazienkach. Polegały one na pokonaniu 14 przeszkód wysokości 1,15 metra i szerokości 3 metrów w tempie 350 metrów na minutę. Pierwsze miejsce zajął por. Sokołowski na wałachu „Majdan”, drugie kpt. Świerczyński na klaczy „Roma”, trzecie miejsce por. Pyrowicz na wałachu „Paskarz”. W konkursie zespołowym 1. miejsce zajął 14 dak, a indywidualnie najlepszym jeźdźcem dywizjonu był por. Gątkiewicz na wałachu „Makat”. Na zakończenie zawodów inspektor armii gen. Juliusz Rómmel i prezes Związku płk Leon Dunin-Wolski wręczyli zwycięzcom nagrody, puchary i żetony.
Zawody jeździeckie odbywały się też w macierzystym garnizonie, a organizatorem corocznie była inna jednostka wojskowa. W 1937 Minister Spraw Wojskowych zatwierdził nagrody za udział we współzawodnictwie o miano najlepszej baterii artylerii konnej – buńczuk dla mistrzowskich baterii o zaprzęgu konnym. Buńczuk 14 dak prawdopodobnie zachował się i znajduje się w prywatnych zbiorach. Nie można ustalić kiedy i która bateria zdobyła ten buńczuk, ponieważ nie zachowała się dokumentacja.
W dniu św. Huberta organizowano zawody myśliwskie. Na uroczystości zapraszani byli oficerowie i podoficerowie rezerwy, którzy emocjonalnie lub służbowo związani byli z dywizjonem. Zawody obejmowały strzelanie z broni palnej na strzelnicy i pogoń „za lisem” po trasie od 5 do 15 kilometrów. Po dekoracji zwycięzcy zasiadano do suto zastawionego stołu. Po powrocie do koszar dalszy ciąg spotkania towarzyskiego kontynuowano w kasynie oficerskim.
| Obsada personalna i struktura organizacyjna w marcu 1939 |                                              |
| Stanowisko                                               | Stopień, imię i nazwisko                     |
| dowódca dywizjonu                                        | ppłk dypl. Tadeusz Żyborski                  |
| I zastępca dowódcy                                       | mjr Michał Borek                             |
| adiutant                                                 | kpt. Adam Włodzimierz Gątkiewicz             |
| lekarz medycyny                                          | kpt. lek. Wojciech Zawłocki                  |
| lekarz weterynarii                                       | kpt. Józef Wiechowski                        |
| oficer zwiadowczy                                        | por. Leon Hyży                               |
| II zastępca dowódcy (kwatermistrz)                       | kpt. Szczęsny Rawicz                         |
| oficer mobilizacyjny                                     | kpt. adm. (art.) Leonidas Jarnowiecki        |
| oficer administracyjno-materiałowy                       | kpt. Wiktor Eustazy Zahorski                 |
| oficer gospodarczy                                       | kpt. int. Henryk Witold Kuehn                |
| oficer żywnościowy                                       | p.o. chor. Zdzisław Grodzicki                |
| dowódca plutonu łączności                                | kpt. Andrzej Roman Tadeusz Paulo             |
| dowódca szkoły podoficerskiej                            | kpt. Bronisław Przyłuski                     |
| zastępca dowódcy                                         | por. Zygmunt Julian Tazbir                   |
| dowódca plutonu                                          | ppor. Ryszard Konieczko                      |
| dowódca plutonu                                          | ppor. Edmund Mieczysław Zieliński            |
| dowódca 1 baterii                                        | p.o. ppor. Tomasz Bernard Ignacy Lerchenfeld |
| dowódca 2 baterii                                        | por. Bolesław Domysławski                    |
| dowódca 3 baterii                                        | kpt. Tomasz Skarżyński                       |
| dowódca plutonu                                          | por. Adam Jan Czerniak                       |
| na kursie                                                | por. Witold Korbel                           |

## 14 dak w kampanii wrześniowej

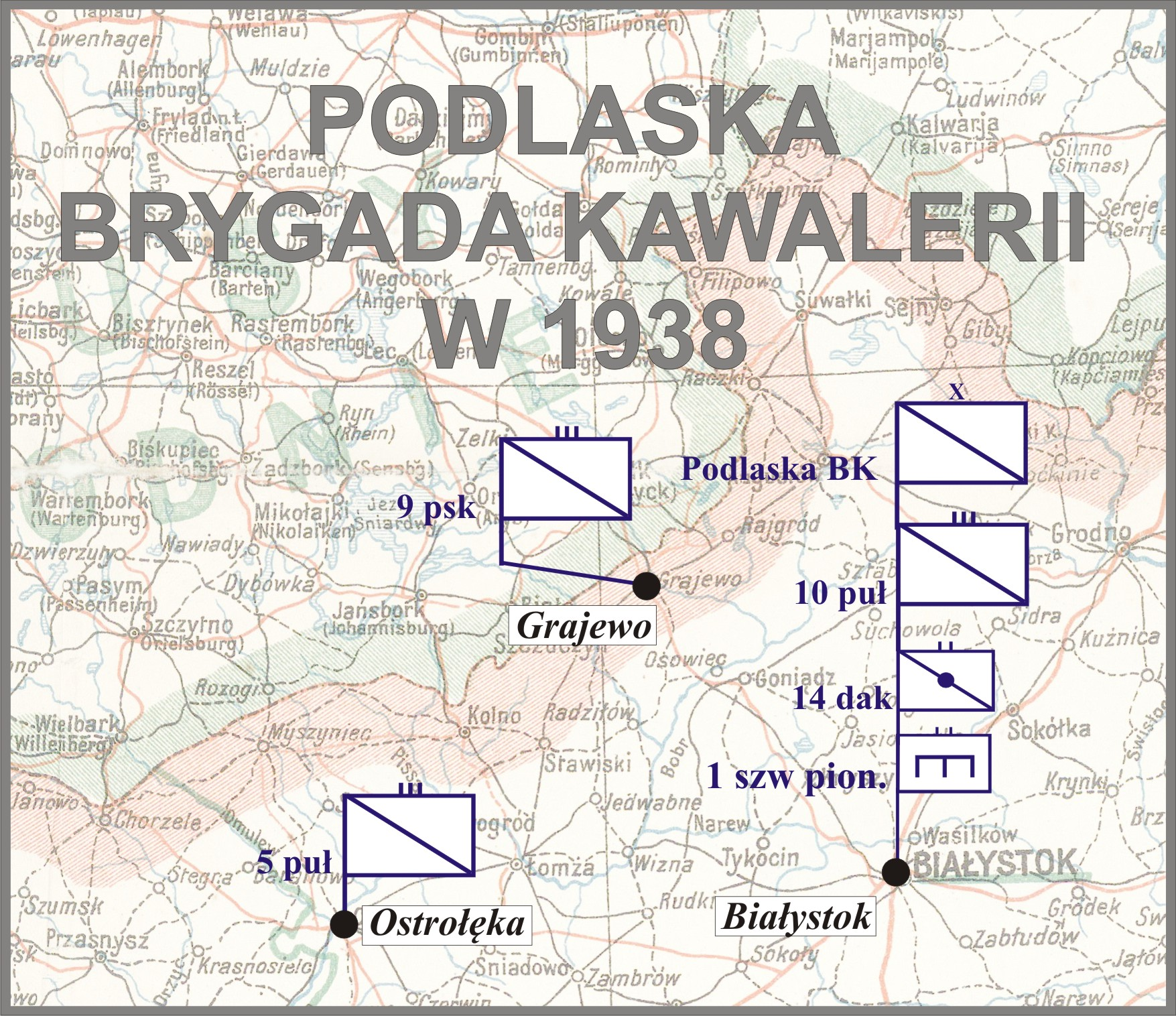
Podlaska BK w 1938

### Mobilizacja
Mobilizację dywizjonu rozpoczęto 24 sierpnia 1939, w ramach mobilizacji alarmowej, w grupie żółtej w terminie od A+20 do A+24 w Białymstoku. 3 bateria z plutonem kolumny amunicyjnej mobilizowana w Ostrołęce, w tej samej grupie, w terminie A+20, przez 5 pułk ułanów. Dodatkowo w tej samej grupie w terminie od A+36 do A+42, 14 dak mobilizował dla Podlaskiej Brygady Kawalerii w Białymstoku:
- drużynę parkową uzbrojenia nr 343
- kolumnę taborową kawaleryjską typ II nr 356
- kolumnę taborową kawaleryjską typ II nr 357
- warsztat taborowy nr 343.

W ramach I rzutu mobilizacji powszechnej w do 5 września zmobilizowano:
- pluton marszowy 1/3 dywizjonu artylerii konnej
- pluton marszowy 1/4 dywizjonu artylerii konnej
- pluton marszowy 1/14 dywizjonu artylerii konnej[24].

Mobilizacja przebiegła bez większych problemów, z wyjątkiem wozów konnych, które były złej jakości i wymagały napraw oraz zbyt małe o niewielkiej ładowności, co przedłużyło osiągnięcie gotowości marszowej przez kolumnę amunicyjną dywizjonu. Część pododdziałów mobilizowała się, od godzin popołudniowych poza garnizonem np. 1 bateria we wsi Porosły na zachód od Białegostoku. Nocą z 25 na 26 sierpnia dywizjon w składzie dwóch baterii wymaszerował z Białegostoku do Jeżewa, zatrzymując się w Pokrzywnicy na dzienny postój. Nocą 26/27 sierpnia 14 dak pomaszerował w kierunku Jedwabnego, docierając tam 27 sierpnia, następnie przeszedł do rejonu koncentracji Podlaskiej Brygady Kawalerii w Wilamowo – Stawiski – Poryte – Jurzec, na północ od Łomży, i wspólnie z pozostałymi oddziałami brygady wszedł w skład Samodzielnej Grupy Operacyjnej „Narew”. 27 i 28 sierpnia rozpoznawano w pasie obrony brygady miejsca punktów obserwacyjnych i stanowisk ogniowych. 29 sierpnia baterie zostały skierowane do miejsc postoju pułków kawalerii, 1 bateria dołączyła do 9 pułku strzelców konnych w rejonie wsi Jurzec, a 2 bateria do 10 pułku ułanów w rejonie miejscowości Orlikowo, Kossaki. 29 sierpnia o godz. 15.00 z Ostrołęki wyruszyła 3 bateria wraz z 5 pułkiem ułanów i zatrzymała się na postój w lesie Morgowniki na zachód od Nowogrodu. 30 sierpnia wieczorem dywizjon wymaszerował do po trasie Kąty, Korzeniste, Poryte do folwarku Budy Stawiskie, gdzie dywizjon dotarł 31 sierpnia przed świtem. W kampanii wrześniowej dywizjon, liczący trzy baterie, walczył w składzie Podlaskiej Brygady Kawalerii.

### Działania bojowe

#### Walki na granicy, wypad do Prus Wschodnich
1 września Podlaska BK i 14 dak nie miały styczności bojowej wojskami niemieckimi. Wieczorem 9 psk wraz z 1/14 dak otrzymały rozkaz marszu do rejonu Szczuczyna. 1 bateria na postój zatrzymała się w rejonie Kurkowa na północny wschód od Stawisk. W nocy 2/3 września 2/14 dak przeszła do wsi Milewo wraz z 10 puł., który wysyłał podjazdy na teren Prus Wschodnich w kierunku miasta Biała. 3 września ok. godz. 9.00 rozpoczęto powrót do rejonu Grabowo, Grabowskie, Świdry, Dobrzyce, który osiągnął w południe. 3 września w godzinach popołudniowych, cała Podlaska BK wraz z 14 dak, przegrupowała się w kierunku granicy w rejon Milewo, Stawiski, Kumelsk. Dowódca dywizjonu i dowódcy baterii dokonali rozpoznania terenu i wyboru stanowisk ogniowych. Po zajęciu stanowisk wyjściowych w nocy 3/4 września, o świcie 4 września Podlaska BK wyruszyła na wypad na teren Prus Wschodnich. 1/14 dak zajęła stanowiska ogniowe w rejonie wsi Milewo, w tym czasie wspierany 9 psk uderzył n wieś Brzózki Wielkie, następnie wyparł pododdział niemiecki z lasu na północny wschód od tej wsi. W trakcie walk w lesie 1 bateria udzieliła efektywnego wsparcia strzelcom konnym. Dalsze natarcie 9 psk na wieś Brzózki Małe, zostało powstrzymane ogniem broni maszynowej, artylerii i kontratakiem niemieckiej piechoty. 1 bateria przez cały okres walk wspierała 9 psk. 14 dak bez 1 baterii, ze stanowisk ogniowych w pobliżu wsi Glinki, wsparł natarcie 5 puł. na wieś Sokoły. Po opanowaniu wsi, dalsze natarcie ułanów zostało zatrzymane w rejonie wsi Kowalewo. Obronę niemiecką wsparła artyleria, pomimo tego 5 puł. opanował wieś Długi Kąt, skąd pod naporem niemieckiej piechoty wkrótce wycofał się. Z uwagi na zatrzymanie natarcia Podlaskiej BK, w południe wprowadzono do natarcia odwodowy 10 puł. Ułani opanowali wzgórza przed Kowalewem, jednak obrony niemieckiej w Kowalewie nie przełamali. 14 dak nie był w stanie udzielić efektywnego wsparcia ogniowego, z uwagi na szwankującą łączność punktów obserwacyjnych, ze stanowiskami ogniowymi. Ponadto niemiecka artyleria skutecznie ostrzeliwała punkty obserwacyjne i stanowiska ogniowe baterii, zmuszając do ich kilkakrotnej zmiany. W trakcie walk ciężko ranny został kpt. Andrzej Paulo de Silva. O godz. 16.30 piechota niemiecka wsparta ostrzałem artylerii i moździerzy wykonała kontratak na stanowiska 10 puł., powstrzymany ogniem ułanów i baterii 3/14 dak i 2/14 dak. Ponowny kontratak niemiecki o godz. 18.00 również został powstrzymany. Podczas tej walki pocisk niemieckiej artylerii trafił w punkt obserwacyjny 2 baterii, poległ kpt. Adam Gątkiewicz, ppor. Dionizy Wojciechowski, podoficer i dwóch kanonierów, ranny został ppor. Zygmunt Czerwiński i kanonier. Z uwagi na niewykonanie zadania głównego, zdobycia Białej, na rozkaz dowódcy brygady gen. bryg. Ludwika Kmicic-Skrzyńskiego, wieczorem brygada oderwała się od niemieckich jednostek i wycofała się na stanowiska wyjściowe. Następnie cofnięto się na postój do rejonu Skrody Wielkiej 3/14 dak z 5 puł., Ławsk 1/14 dak z 9 psk i Grabowo 2/14 dak z 10 p uł., gdzie 5 września odpoczywano i porządkowano pododdziały. Dowództwo 2 baterii objął por. Bolesław Domysławski, adiutantem dywizjonu wyznaczono por. Witolda Korbela.

#### Walki na Podlasiu
Wieczorem Podlaska BK podjęła marsz nocny osiągając 6 września rano Stary Płock, Cwaliny, Popki. Kolejnym nocnym marszem 6/7 września po mostach w Łomży i Nowogrodzie przekroczono Narew i brygada dotarła do rejonu wsi Nadbory, a 1/14 dak z 9 psk do wsi Stary Turobin. 1 bateria została zbombardowana w Starym Turobinie, nie poniosła jednak strat. 8 września Podlaska BK zajęła stanowiska obronne nad rzeką Orz frontem na południe. Bateria 1/14 dak zajęła stanowiska ogniowe we wsi Rząśnik. Po przegrupowaniu pułki brygady o zmroku podjęły natarcie na Ostrów Mazowiecką zajętą przez oddziały niemieckie. Natarcie prowadzono wzdłuż szosy Łomża-Ostrów Maz. początkowo bez wsparcia artylerii. Ostatecznie stanowiska ogniowe zajęła ok. godz. 22.00 3/14 dak, a o godz. 23.00 1/14 dak. Obie baterie ostrzelały rejon koszar Szkoły Podchorążych Piechot, gdzie miały znajdować się oddziały niemieckie. Z uwagi na to, że nie osiągnięto zaskoczenia, po północy oddziały brygady przerwały natarcie i zostały wycofane przez Palapus do lasów na zachód od Kalinowa. Rano 9 września 2/14 dak ze szwadronem kolarzy ubezpieczały postój brygady, a 1 i 3 baterie zajęły stanowiska w pobliżu wsi Guta i otworzyły ogień na linię kolejową przechodzącą przez Ostrów Mazowiecką. W południe podjęto marsz w kierunku Broku nad Bugiem, dywizjon maszerował w dwóch kolumnach brygady. Wraz z 10 puł. jechała 2/14 dak po trasie folwark Grzybowski, Kuskowizna, las Ruda, Kaczkowo Stare, las Czuraj. Wraz z 9 psk 1 i 3 baterie 14 dak w rejon wsi Biel przy szosie Ostrów Maz.-Małkinia z zadaniem osłony działań w rejonie Broku od Ostrowi Maz. Po zmierzchu 10 puł. uderzył na Brok, wykorzystując zaskoczenie niemieckiej załogi zdobyto wschodnią część miasta. W centrum Broku oddziały niemieckie zatrzymały natarcie. 2 bateria ostrzelała niemieckie stanowiska w centrum Broku i prowadzącą ostrzał atakującego 10 puł. niemiecką artylerię. Ostrzał 2/14 dak zmusił baterię niemieckiej artylerii do milczenia. Z uwagi na wcześniejsze zniszczenie mostu w Broku na Bugu, dalsze natarcie stało się niecelowe. O godz. 22.00 na rozkaz dowódcy brygady, 10 puł. wycofał się pod osłoną 2 baterii. Od godzin popołudniowych baterie 1 i 3 zajęły stanowiska ogniowe w rejonie wsi Biel i stoczyły pojedynek ogniowy z niemiecką artylerią, na ostrzelanym punkcie obserwacyjnym obu baterii ranny został jeden kanonier. Nocą 9/10 września 14 dak, podzielony bateriami maszerował po bardzo złych drogach do rejonu Złotoryja, Zaręby Kościelne. 10 września rano dywizjon zatrzymał się na postoju w pobliżu wsi Nienałty, Brewki. Jeden z działonów 1 baterii został wysłany z podjazdem 9 psk w kierunku Małkini, wieczorem dołączył do baterii. Późnym popołudniem rejon postoju 14 dak został zaatakowany przez pododdział niemieckich kolarzy, nieprzyjaciel został odparty przez zwiad dywizjonu kpt. Wiktora Zahorskiego, ze stratą kilku poległych. O godz. 1.00 11 września 14 dak bez baterii wyruszył w kolumnie głównej brygady marszem przez Chmielewo, Ruskołękę, Łętownicę do rejonu Ołdaki, Przeździecko. Kolumna boczna w składzie 9 psk z 1/14 dak trasą Dąbrowa, Andrzejewo, Przeździecko, Zaręby Warchoły do Dmoch.
11 września o godz. 10.00 Podlaska BK zorganizowała obronę na szosie Zambrów-Czyżew. 9 psk zajął obronę we wsiach Dmochy, Wochy, Zaręby, Bindungi. Z uwagi na opóźnienie się 1 baterii, walczący już 9 psk wsparła 3 bateria ogniem na wprost. 3/14 dak oraz armaty ppanc. i kb ppanc. strzelców konnych, unieszkodliwiły część kolumny niemieckich pojazdów poruszającą się z kierunku Zambrowa na Czyżew. Unieszkodliwiono 17 samochodów i pojazdów pancernych z oddziałów 20 DPZmot. Już po walce 3/14 dak, z przybyłej w południe 1 baterii wydzielono dwa działony, które ubezpieczyły jako broń ppanc. 9 psk kierunki z Czyżewa jeden z nich pod dowództwem ppor. rez. Jana Zaremby. Natomiast bateria zajęła stanowiska ogniowe w pobliżu wsi Dmochy-Kudły. 10 puł. z 2/14 dak obsadził lasek koło wsi Przeździecko, Drogoszczewo i lasek Łętownica, Jachy. Kilkakrotne natarcia niemieckiej piechoty zostały odparte przez dobrze współpracującą 2 baterię z 10 puł. 1 bateria z dwoma działami ostrzeliwała zajęte przez niemieckie oddziały miasto Czyżew. Ok. godz. 16.00 pozycje 9 psk były atakowane przez niemieckie oddziały rozpoznawcze. Atak został odparty ze wsparciem 1 baterii. Pozycje 9 psk i 1 baterii ostrzelała niemiecka artyleria od strony Czyżew. O godz. 22.00 odwrót podjęła Podlaska BK, jako straż tylna pozostał jeszcze 9 psk pod osłoną 1 baterii. Przed północą zbierającą się do odmarszu 1/14 dak, ostrzelał z broni maszynowej niemiecki pododdział, który niepostrzeżenie dotarł do tego miejsca. W wyniku krótkotrwałej paniki bateria utraciła jeden działon. Po nocnym marszu 12 września, rano 10 puł. z 2/14 dak zatrzymał się na postój we wsi Bieńki, 5 puł. z 3/14 dak we wsiach Łazy i Nowej Wsi, a 9 psk w Dąbrowa-Michałki. W trakcie marszu pozbierała się nieco rozproszona 1 bateria i w składzie dwóch działonów dołączyła do 9 psk. Przed południem od strony Czyżew na Podlaską BK uderzyły niemieckie oddziały pancerno-motorowe. 10 puł. i 9 psk utrzymały swoje stanowiska obronne, natomiast 5 puł. został wyrzucony z Nowej Wsi do Dąbrowy Wielkiej. 1 bateria zniszczyła trzy niemieckie czołgi nacierające na wieś Michałki. 3 bateria utraciła jeden działon, który był na pozycji 5 puł. jako przeciwpancerny. Bój zakończył się po zmroku 12 września.
Nocnym marszem w dwóch kolumnach brygada wyruszyła w kierunku Domanowa. W kolumnie głównej maszerował 14 dak bez 1 baterii, z 5 puł. i 3/14 dak jako straż przednia. W kolumnie bocznej 9 psk z 1/14 dak. W Nowej Wsi kolumna główna została ostrzelana ogniem moździerzy. 9 psk z 1/14 dak zmylił marszrutę i wszedł na czoło kolumny głównej brygady. Jako pierwszy do wsi Mień i do mostu na rzece Mień doszedł 9 psk ze wsparciem baterii 1/14 dak. Po przeprawie tych sił, dalsze ubezpieczenie mostu dla przeprawy brygady przejął zwiad 14 dywizjonu kpt. Wiktora Zahorskiego. We wsi Pietraszki 13 września ok. godz. 8.00 zatrzymała się na postój 1/14 dak i dowództwo brygady, we wsi Pruszanka 3/14 dak i 5 p uł. We wsi Domanowo zatrzymało się dowództwo 14 dak wraz z 9 psk. Nie dołączyła 2/14 dak wraz z 10 puł. Z uwagi na słaby most pojazdy samochodowe brygady i tabory miały przeprawić się mostem na szosie na północ od wsi Mień. W tym celu na most szosowy wysłano szwadron 3/5 puł. z działonem 3 baterii dla osłony przeprawy. Ok godz. 10.00 na 5 puł, w we wsiach Pruszanka i Markowo wyszło rozpoznawcze natarcie niemieckie. Po krótkiej walce 5 puł. bez rozkazu wycofał się na wschód i północ. Towarzysząca mu 3 bateria utraciła dwa działony. Po południu niemieckie oddziały zaatakowały 9 psk w Domanowie, pod silnym ostrzałem pułk zaczął się wycofywać. Na tyły pułku wyjechało 8 czołgów niemieckich, wówczas dwudziałowa 1 bateria z ustawionych na skraju wsi Pietraszki armat, z odkrytych stanowisk ogniem na wprost zniszczyła trzy niemieckie czołgi. Walka 1 baterii umożliwiła odwrót 9 psk, lecz na baterię został skierowany silny ostrzał oddziałów niemieckich, w tym czołgów. Obie armaty zostały utracone, bateria poniosła wysokie straty w obsługach. Zostało rannych i poległo wielu żołnierzy, wśród nich polegli oficerowie dowództwa 14 dak por. rez. Władysław Mackiewicz, ppor. rez. Józef Łubieński. W trakcie walki w osłonie dowództwa 14 dak straty poniósł zwiad dywizjonu, w rezultacie zamieszania z częścią zwiadu odłączył się kpt. Wiktor Zahorski. Dołączył on do Suwalskiej Brygady Kawalerii, gdzie objął dowództwo 2 baterii 4 dywizjonu artylerii konnej. 10 p uł. z 2 bateria ubezpieczał przeprawę po moście szosowym na rzece Mień taborów Podlaskiej BK w rejonie wsi Wyszonki Kościelnej. W późnych godzinach południowych maszerujący za taborami 10 puł. z 2/14 dak we wsi Mień został ostrzelany z broni maszynowej, moździerzami i artylerią oraz zaatakowany przez oddział niemiecki. Spieszony szwadron 3/10 puł. i 2 bateria ogniem na wprost powstrzymały niemieckie natarcie i pozwoliły ułanom na odskok na wzgórza za wsią, gdzie zorganizował obronę. Po wycofaniu się 10 p uł. za rzekę Nurzec, 2 bateria dołączyła do pułku we wsi Karp. Skąd wspólnie wykonano marsz do rejonu wsi Niemyje-Ząbki na postój. 2 bateria poniosła straty w poległych i rannych, koniach i sprzęcie. Polegli między innymi ppor. rez. Jerzy Jacimirski, ppor. rez. Zygmunt Czerwiński, por. Domysławski został kontuzjowany. Dowodzenie baterią objął ppor. Edmund Zieliński.
Działon 1 baterii ppor. rez. Jana Zaremby wraz z pojedynczymi rozproszonymi pod miastem Czyżew żołnierzami, odzyskał prawdopodobnie porzuconą w nocy 11 września armatę 1 baterii. Prowadził on marsz w poszukiwaniu brygady, posuwał się bardzo wolno, ze względu na duże nasycenie terenu wojskami niemieckimi. 13 września dotarł do Bugu, z uwagi na duży poziom wody nie przeprawił się. Podjął marsz wzdłuż rzeki w poszukiwaniu dogodnej przeprawy. Od części baterii odłączył się dowódca I plutonu z jej szefem. 14 września podczas postoju dziennego nad rzeką do półbaterii zbliżył się pododdział niemiecki, w trakcie wycofywania się w nadrzecznych bagnach ugrzęzły obie armaty, które po zdemontowaniu pozostawiono w bagnie. Jako pododdział konno-pieszy maszerowano początkowo na południe i zbierano rozproszonych żołnierzy, w tym dołączył kpt. Leon Kühnbeck z 18 Dywizji Piechoty. Po uzyskaniu informacji o agresji sowieckiej półbateria pomaszerowała w kierunku broniącej się Warszawy. Pomimo kilku prób, do stolicy półbateria się nie przedarła. Po kapitulacji Warszawy ppor. rez. Zaremba półbaterię rozwiązał.
Po walkach we wsi Mień i okolicach nastąpiło rozdzielenie się Podlaskiej BK i pozostałych baterii 14 dak. Dowództwo brygady, pododdziały brygadowe, w tym dowództwo 14 dak oraz 9 psk wyruszyły w nocy 13/14 września w kierunku Strabla pokonano patrolowaną przez wroga szosę Brańsk-Sokoły w okolicy Piętkowo, Wólka Piętkowska. Szosę również w tym samym rejonie przekroczył 5 puł. wraz 3/14 dak, ale już za dnia. Z uwagi na niewysłanie rozkazu do wymarszu dla baterii 2/14 dak, pozostała ona na postoju w lesie koło wsi Ząbki 14 września. Pomimo poszukiwania przez patrole z 2 baterii, 10 puł. bateria nie nawiązała z nim kontaktu, ani z żadnym oddziałem Podlaskiej BK. 2/14 dak podjęła marsz w kierunku Białegostoku, podczas marszu utraciła 3 armaty. 17 września 2 bateria dotarła do okolic Strabla koło szosy Białystok-Bielsk, tam z uwagi na silne nasycenie terenu wojskami niemieckimi, ppor. Zieliński baterię 2/14 dak rozwiązał, a ostatnią armatę zniszczył. 14 września dowództwo 14 dak dotarło do wsi Warpechy Stare, gdzie wieczorem dotarł 5 puł. z resztką 3 baterii. Tego dnia 14 dak dysponował tylko jednym działonem. 15 września pozostałość dywizjonu nadal odpoczywała w rejonie Werpechy, zbierając rozproszonych żołnierzy. Projektowano sformować z żołnierzy 14 dak i 5 puł. oddział partyzancki. Przed zmrokiem 15 września pozostałość brygady podjęła marsz wraz z pozostałościami 14 dak w stronę Strabli. O zmroku rozpoczęto przeprawę przez Narew, w trakcie czego miejsce przeprawy zostało ostrzelane przez niemiecką broń maszynową, a ostatnia armata ugrzęzła w bagnistym dnie rzeki. Działon po wyciągnięciu armaty z rzeki dołączył do oddziałów Suwalskiej BK i został włączony do 4 dak.

#### Marsz na Polesie
O świcie 16 września poprzez Miniewicze, Dawidowicze i Trześciankę i Ogrodniki dotarły resztki 14 dak do rejonu Eliuszki, Michnówka, Kapitanowszczyzna. Tu połączono wszystkich zebranych żołnierzy 14 dak w zbiorczy 100 osobowy szwadron konny pod dowództwem kpt. Bronisława Przyłuskiego z I plutonem ppor. Lerchenfelda (z żołnierzy 1 baterii), II plutonem por. Hyżego (z żołnierzy zwiadu dywizjonu), III pluton ppor. Tazbira (z żołnierzy 3 baterii). 17 września o godz. 5.00 szwadron 14 dak wraz pozostałością brygady wymaszerował poprzez Siemionówkę, Leśną, Olchówkę, Popielewo i Haleny, gdzie zatrzymał się na postój po południu. 18 września po godz. 2.00 szwadron wymaszerował docierając przed świtem w okolice Prużany, skąd na wieść o agresji sowieckiej podjęto dalszy marsz na południe poprzez wsie Czachec, Antopol osiągając ok. godz. 14.00 Bereźno. Skąd dalszym marszem o północy wkroczono do rejonu Ziołowo, Zaniwie, gdzie nocowano. 19 września od godz. 6.00 maszerowano poprzez Wołowel, Tofckowo, Wólkę Popińską do wsi Kublik nad Kanałem Królewskim. Tu dołączono do Samodzielnej Grupy Operacyjnej „Polesie”.

#### W składzie SGO „Polesie”
20 września rano szwadron konny 14 dak wraz z Podlaską BK osiągnął Lubiąż. Po wypoczynku rano 21 września pomaszerowano poprzez Derewek, Farynki, Hołoby Małe, Jajno do wsi Werchy. 22 września do odpoczywających oddziałów zostało dostarczone zaopatrzenie ze składów w Kamieniu Koszyrskim. 23 września rano brygada wraz ze szwadronem 14 dak wymaszerowała poprzez Karpilówkę, Niesuchcice, Grabów i Serechowicze, które osiągnęła po południu. W trakcie marszu szwadron został ostrzelany przez grupy dywersantów, podjęto działania przeciw dywersyjne. 24 września dalszy marsz przez Buczyn, Siedliszcze, Wyzwa Nowa, do Starej Huty, gdzie Podlaska BK stanęła na nocleg. 25 września trasą przez Sukacze, Płoskie, Grabowo, chutor Grabowe do wsi Switaź. 26 września dojechano do Komarówki. 27 września brygada ze swoimi oddziałami przeprawiła się w bród przez Bug, na północ od Włodawy. Na postój zatrzymała się w rejonie Żuków, Krasówka. 28 września o godz. 11.00 wymaszerowano po trasie Kaplonosy, Mosty, Opole, zajęto rejon Jabłoń i Dawidy. Ze względu na zbliżanie się oddziałów sowieckich szwadron artylerzystów konnych kpt. Bronisława Przyłuskiego zajął obronę na północnym odcinku obrony, na północno-wschodnim skraju wsi Jabłoń, koło drogi do Wisznicy. W nocy kilkakrotnie prowadzono walkę ogniową ze zmotoryzowanymi patrolami sowieckimi. 29 września szwadron artylerzystów 14 dak przemieścił się przez Kostry, Milanów do Cichostowa, a 30 września do Suchowoli. Nocnym marszem1/2 października przemieszczono się po trasie Niewęgłosz, Paszki, Olszewnica, Wola Chomejowa do Woli Bystrzyckiej, gdzie do wieczora pozostał na postoju ubezpieczonym. 2 października wieczorem pod dowództwem ppłk. dypl. Tadeusza Żyborskiego część szwadronu artylerzystów konnych pod dowództwem kpt. Przyłuskiego i ppor. Tazbira, stanowiła ubezpieczenie oraz prowadziła zaprzęgi i 3 wozy w wyprawie poza linie niemieckie. Oddział przekroczył szosę Żelechów-Łuków, dotarł o świcie w rejon Stoczka, gdzie na pobojowisku, w niedalekiej odległości od stanowisk niemieckich, zdołano skompletować 2 działony armat 75 mm wz.1897 (bez kątomierzy) i 3 wozy wypełnić 130 sztukami pocisków artyleryjskich i amunicją karabinową. Pracowano przez cały dzień 3 października, w osłonie części oddziału. Nocą 3/4 października wykonano marsz powrotny, docierając do własnych linii o świcie 4 października. Całością szwadronu (oddziału) artylerzystów konnych 14 dak, ze wsi Burzec przemaszerowano do folwarku Krzywda. Szwadron 14 dak zajął stanowiska obronne na odcinku Fiukówka-Wróblina, 5 października oddział 14 dak odparł niemieckie natarcia. W nocy na wieść o kapitulacji szwadron artylerzystów 14 dak wraz z innymi oddziałami Podlaskiej BK odmaszerował do folwarku Lipiny. Nocą 5/6 października zostały zakopane obie przyprowadzone armaty w rejonie gajówki Ofiara. Szwadron artylerzystów konnych złożył broń 6 października wraz z oddziałami Podlaskiej BK.

### W obronie Westerplatte
22 lipca 1939 z rozkazem wyjazdu z Białegostoku do Gdyni wyjechał działon artylerzystów konnych pod dowództwem kpr. nadt. Eugeniusza Grabowskiego i 1 bombardier i 5 kanonierów. Działon ten miał stanowić obsługę armaty 76,2 mm wz. 1902, która wraz z 300 sztukami nabojów została wiosną 1939 przetransportowana na teren Wojskowej Składnicy Tranzytowej na Westerplatte. Po tygodniowym pobycie w 2 morskim batalionie strzelców, 30 lipca obsługa została przetransportowana na teren składnicy statkiem. Przez sierpień, kpr. Eugeniusz Grabowski sporządził szkic planowanych ogni, wykonał wraz z obsługą działobitnię, schron na amunicję i schron dla obsługi. Dokonał wycinki krzewów i drzew oraz usunięto niektóre gałęzie do prowadzenia ostrzału. 1 września od godz. 6.00 do godz. 8.00 działon prowadził ostrzał niemieckich stanowisk ogniowych ostrzeliwujących teren składnicy z karabinów maszynowych, które były umieszczone w budynkach i dźwigu w porcie w Gdańsku. Dodatkowo zniszczył punkty obserwacyjne na najbliższych wysokich budynkach. Po wystrzeleniu 28 pocisków, armata została uszkodzona przez ostrzał dział z pancernika Schleswig-Holstein. Obsługa ocalała, armata nie nadawała się do użytku. W nocy 2/3 września działon ewakuował z magazynu amunicyjnego w koszarach pozostałą amunicję do armaty i do moździerzy. Podczas nalotu w dniu 2 września poległ jeden z kanonierów działonu. Od 3 września działon wyposażony w rkm bronił stanowiska przy torach kolejowych, na odcinku pomiędzy basenem portowym a wartownią nr 3. 7 września artylerzyści konni skapitulowali i zostali zabrani do niewoli.

### Oddział Zbierania Nadwyżek 14 dak
Zgodnie z planem nadwyżki personelu, koni i materiału pozostałe po mobilizacji 3 baterii w Ostrołęce powinny 2 września udać się bezpośrednio do Ośrodka Zapasowego Artylerii Konnej nr 3 w Włodawie, gdzie miał dołączyć też OZN 14 dak z Białegostoku. OZN 14 dak został podzielony na dwie części, pierwsza grupa pod dowództwem kpt. Szczęsnego Rawicza z por. rez. Barlickim, ppor. rez. Władysławem Wejsflogiem i grupą podoficerów i kanonierów, końmi, ze sprzętem kwaterunkowym, kancelarią i sztandarem, została załadowana do transportu kolejowego 2 września i przetransportowana koleją do Włodawy. Po dotarciu do Włodawy ze względu na zagrożenie atakami lotniczymi, część oddziału ulokowano we wsiach w okolicach miasta. 12 września z uwagi na fałszywe informacje o zbliżaniu się oddziałów niemieckich, zarządzono alarm OZAK nr 3. Wszyscy uzbrojeni żołnierze z ośrodka, w tym z 14 dak skierowani zostali do wsi Korolówka, gdzie zajęli stanowiska obronne. Po południu alarm odwołano i wszystkie części ośrodka skoncentrowano w lesie w rejonie Karolówki. Nocą 12/13 września OZAK nr 3 przemaszerował po moście we Włodawie na wschodni brzeg rzeki Bug, gdzie kwaterowano do 16 września. Ze względu na zbliżanie się oddziałów niemieckich, Ośrodek powrócił na zachodni brzeg Bugu i pomaszerował w kierunku Chełma Lubelskiego. 17 września we wsi Ruda będący na postoju Ośrodek został zaatakowany przez niemiecki podjazd, doszło do zamieszania, wówczas od Ośrodka oddalił por. rez. Barlicki z grupą podoficerów i sztandarem dywizjonu. Ośrodek pomaszerował na południe, dotarł w godzinach rannych 18 września, do lasów na południe od Chełma Lub.. Na wieść o agresji sowieckiej dowódca OZAK nr 3 zdemobilizował żołnierzy bez broni lub mundurów. 23 września w godzinach przedpołudniowych Ośrodek dotarł do lasów koło Uhnowa. Wkrótce został okrążony przez oddział niemiecki. Po stoczeniu walki żołnierze złożyli broń, część z nich zbiegła, w tym kpt. Szczęsny Rawicz. Druga grupa OZN 14 dak pod dowództwem kpt. Leonida Jarnowieckiego, z ppor. Ryszardem Konieczko z ok. 200 zmobilizowanymi żołnierzami, w części nieumundurowanymi, z 40 końmi remontami i kilkoma wozami taborowymi, uzbrojonymi w jeden lkm i kilka kbk. Z powodu na niepodstawienie transportu kolejowego, wymaszerował z Białegostoku 5 września pieszo. Maszerowano wyłącznie nocami i bocznymi drogami. 14 września grupa kpt. Jarnowieckiego dotarła do Kobrynia, skąd 16 września podjęła marsz do Ratna. Ze względu na zajęcie Włodawy nie kontynuowała grupa marszu do Włodawy. Po dwóch dniach postoju w okolicach Ratna, 18 września na wieść o agresji sowieckiej i demobilizacji w Kowlu, Szacku części oddziałów WP, kpt. Jarnowiecki rozwiązał grupę OZN 14 dak.

#### Plutony marszowe 1/3 dak, 1/4 dak i 1/14 dak
Zgodnie z planem mobilizacji plutony marszowe zostały zmobilizowane w I rzucie mobilizacji powszechnej do 5 września. Prawdopodobnie dowódcą plutonu marszowego 14 dak został ppor. rez. Kazimierz Liszewski. Z magazynów dywizjonu wykorzystano dwie zużyte szkolne armaty 75 mm wz. 1902/26 oraz niewielką znalezioną ilość amunicji, armaty nie posiadały prawdopodobnie kompletu osprzętu i przodków. Pluton marszowy stał się plutonem artylerii. Pluton artylerii marszowej 14 dak podlegał bezpośrednio dowódcy obrony Białegostoku ppłk. Zygmuntowi Szafranowskiemu i został włączony do załogi miasta. Pozostałe dwa plutony marszowe 3 i 4 dak sformowały szwadron artylerzystów konnych i weszły w skład załogi Białegostoku. Pluton artylerii zajął stanowiska w dzielnicy Wysoki Stoczek i Marczuk 14 września, przydzielony został do wsparcia batalionu marszowego 42 pułku piechoty pod dowództwem por. Ignacego Stachowiaka, wzmocnionego też 38 kompanią km plot. 15 września o godz. 7.00 niemiecka piechota z Brygady Fortecznej „Lötzen” podeszła od strony Żółtki pod pozycje obrony. Ostrzał z broni strzeleckiej i obu armat zatrzymał niemiecką piechotę i zniszczył dwa niemieckie samochody ciężarowe wraz z żołnierzami. Natarcie niemieckiej piechoty wsparte ostrzałem artylerii, samochodami pancernymi i atakami lotnictwa doprowadziło do wyparcia części batalionu ze stanowisk obronnych. Kontratak odwodowego plutonu doprowadził do odzyskania linii obrony przy wsparciu obu armat. Dalsza walka ogniowa wyczerpała amunicję armatnią i następnie strzelecką. Walki trwały do godzin południowych. Przed wieczorem 15 września pluton marszowy 14 dak wycofał się wraz z załogą z Białegostoku w kierunku Wołkowyska do lasów koło Waliły. Armaty pozostawiono prawdopodobnie z braku zaprzęgów i amunicji do nich. Pluton dołączył i współtworzył szwadron marszowy artylerzystów konnych, który jako 5 szwadron wszedł w skład pułku osłonowego kawalerii „Wołkowysk” rtm. Ryszarda Wiszowatego. Szwadron dzielił z nim dalsze losy, uczestnicząc w walkach z bojówkami komunistycznymi, w Skidlu oraz walce z czołówkami pancerno-motorowymi wojsk sowieckich w Skidlu oraz w Grodnie. Resztki szwadronu wraz z pułkiem wycofały się za granicę litewską i zostały internowane.
| Struktura organizacyjna i obsada personalna we wrześniu 1939 |                                                                                             |
| Dowództwo                                                    |                                                                                             |
| dowódca dywizjonu                                            | ppłk dypl. art. Tadeusz Żyborski                                                            |
| adiutant                                                     | kpt. Andrzej Roman Tadeusz Paulo de Silva (do 4 IX 1939), por. Witold Korbel (od 5 IX 1939) |
| oficer zwiadowczy                                            | kpt. Wiktor Eustahy Zahorski (od 14 IX dowódca 2 baterii 4 dak)                             |
| oficer obserwacyjny                                          | por. rez. Władysław Mackiewicz († 13 IX 1939)                                               |
| oficer łącznikowy                                            | ppor. rez. Józef Łubieński († 13 IX 1939)                                                   |
| oficer łączności                                             | por. Leon Hyży                                                                              |
| oficer płatnik                                               | kpt. Henryk Kühn                                                                            |
| oficer żywnościowy                                           | ppor. rez. Wacław Sarosiek                                                                  |
| lekarz                                                       | kpt. lek. Wojciech Zabłocki                                                                 |
| lekarz weterynarii                                           | kpt. lek. wet. Józef Wiechowski                                                             |
| 1 bateria                                                    |                                                                                             |
| dowódca baterii                                              | kpt. Bronisław Przyłuski                                                                    |
| oficer zwiadowczy                                            | ppor. Tomasz Lerchenfeld                                                                    |
| oficer ogniowy                                               | por. Witold Korbel                                                                          |
| dowódca I plutonu                                            | por. rez. Stanisław Plakowicz                                                               |
| dowódca II plutonu                                           | ppor. rez. Jan Zaremba                                                                      |
| szef baterii                                                 | ogn. Kazimierz Sobieszczak                                                                  |
| 2 bateria                                                    |                                                                                             |
| dowódca baterii                                              | kpt. Adam Włodzimierz Gątkiewicz († 4 IX 1939) por. Bolesław Domysławski (od 5 IX 1939)     |
| oficer zwiadowczy                                            | ppor. Dionizy Wojciechowicz († 4 IX 1939)                                                   |
| oficer ogniowy                                               | por. Bolesław Domysławski (do 5 IX 1939) ppor. Edmund Zieliński (od 5 IX 1939)              |
| dowódca I plutonu                                            | ppor. rez. Jerzy Jacimirski († 14 IX 1939)                                                  |
| dowódca II plutonu                                           | ppor. rez. mgr Zygmunt Czerwiński († 13 IX 1939)                                            |
| szef baterii                                                 | ogn. Józef Borowski                                                                         |
| 3 bateria                                                    |                                                                                             |
| dowódca baterii                                              | kpt. Tomasz Skarzyński                                                                      |
| oficer zwiadowczy                                            | ppor. Zygmunt Tazbir                                                                        |
| oficer ogniowy                                               | por. Adam Czerniak                                                                          |
| dowódca I plutonu                                            | ppor. rez. Tykwiński                                                                        |
| dowódca II plutonu                                           | ppor. rez. Franciszek Dmowski                                                               |
| szef baterii                                                 | ogn. Antoni Chojecki                                                                        |
| kolumna amunicyjna                                           |                                                                                             |
| dowódca kolumny                                              | ppor. Edmund Zieliński (do 5 IX 1939) por. rez. Michał Ciechanowicz                         |
| szef kolumny                                                 | ogn. Bolesław Ogrodnik                                                                      |
| bateria marszowa 14 dak?                                     |                                                                                             |
| dowódca                                                      | por. rez. Stanisław Załęski                                                                 |

### Mapy walk dywizjonu

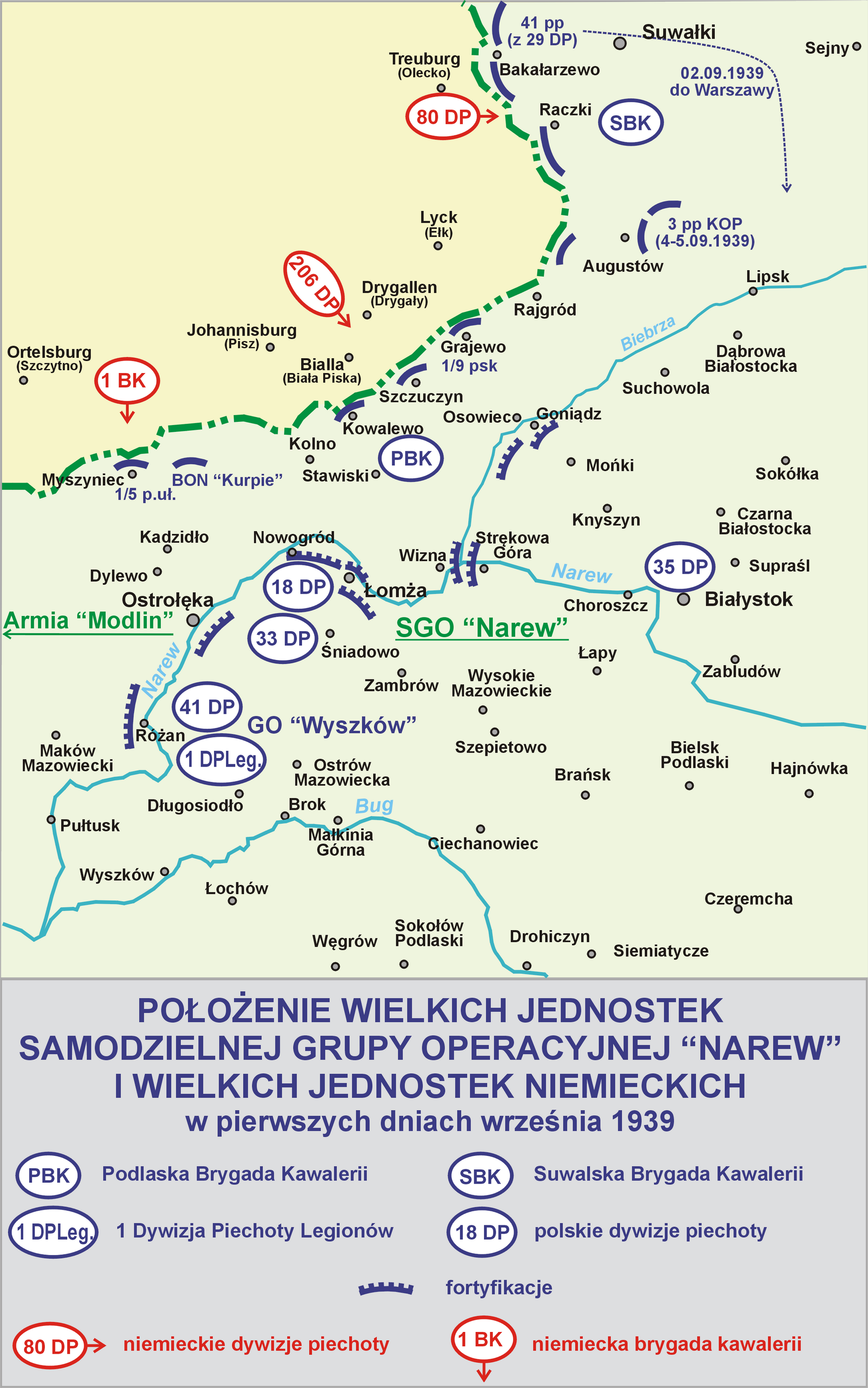
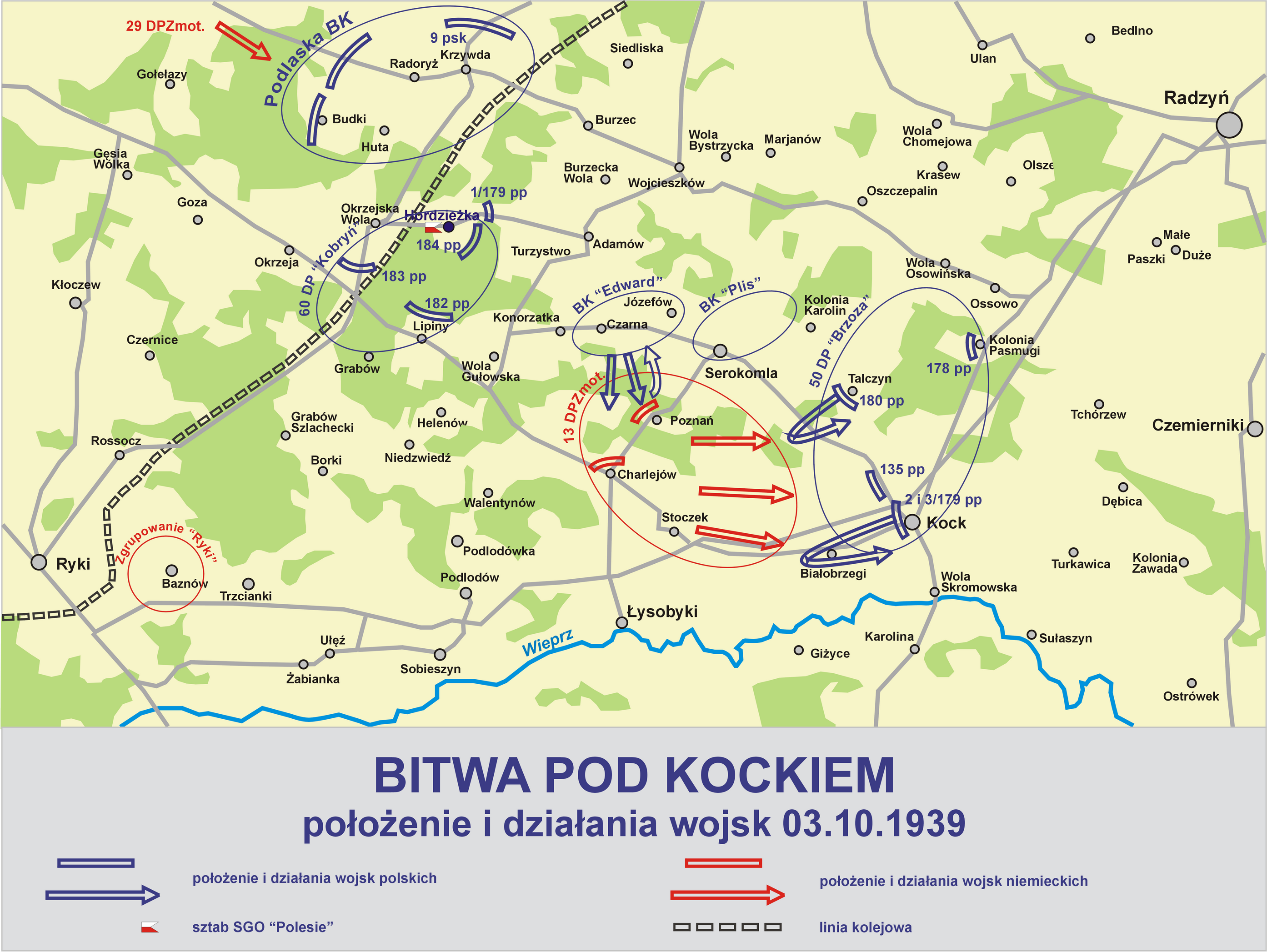
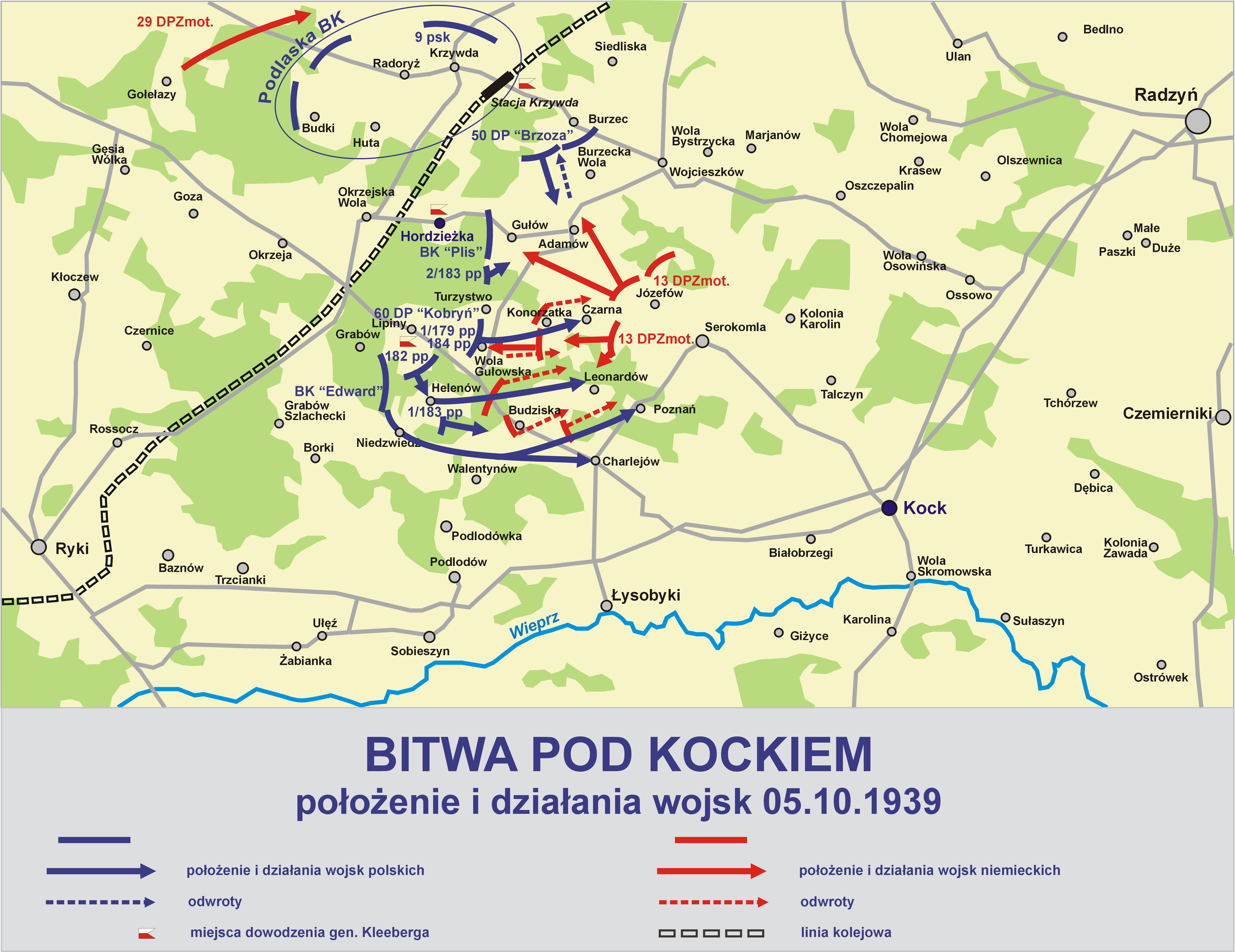

## Symbole dywizjonu
Sztandar

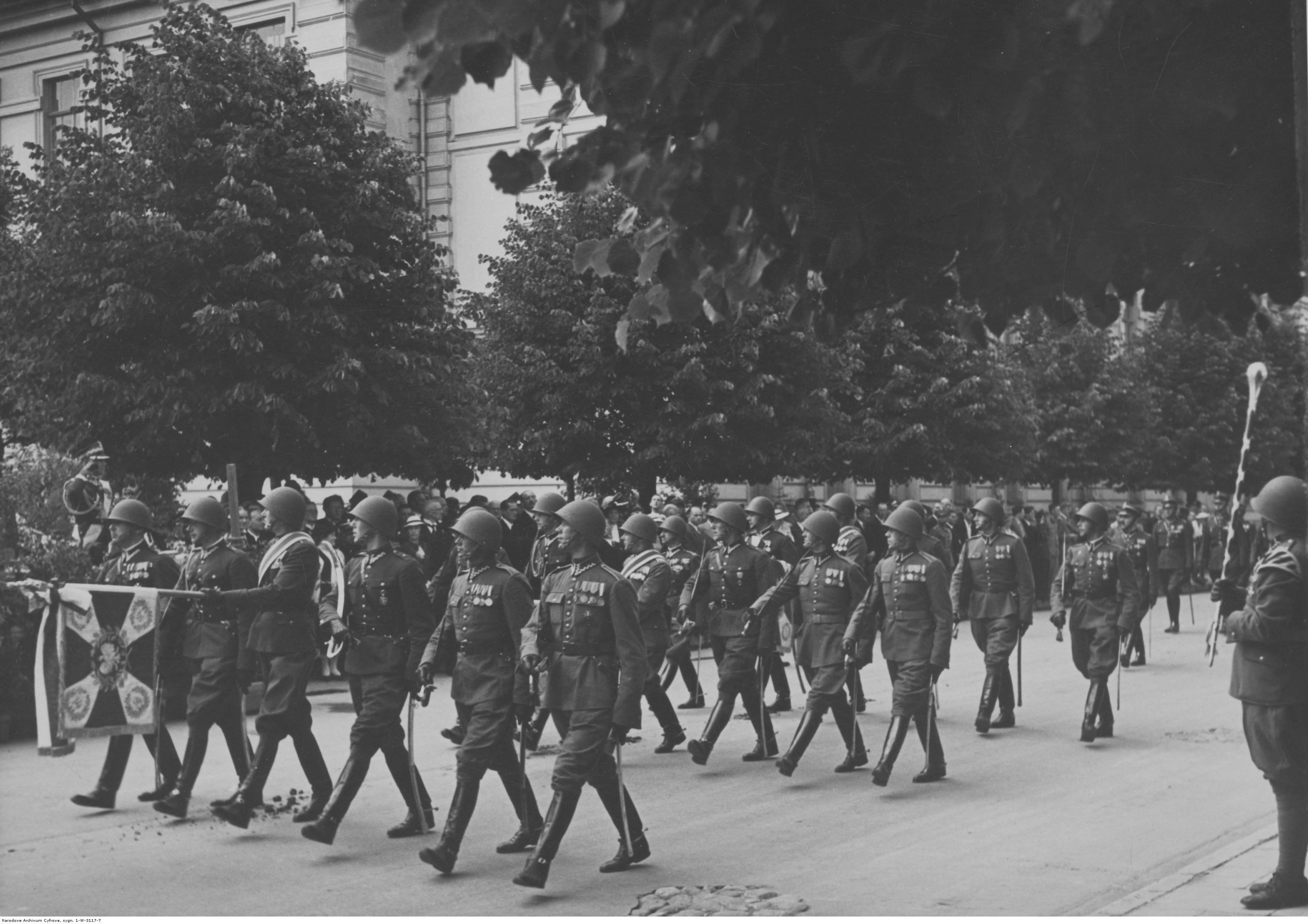
Wręczenie sztandarów ufundowanych przez ludność ziemi wileńskiej pułkom artylerii w Wilnie – defilada spieszonego pocztu sztandarowego 14 dak; 3 lipca 1938

24 listopada 1937 Prezydent RP Ignacy Mościcki zatwierdził wzór sztandaru dla 14 dywizjonu artylerii konnej. Sztandar został wykonany zgodnie z wzorem określonym w rozporządzeniu Prezydenta Rzeczypospolitej z 13 grudnia 1927 o godłach i barwach państwowych oraz o oznakach, chorągwiach i pieczęciach. Na środku krzyża, w wieńcu laurowym, widniał napis HONOR I OJCZYZNA. Na prawej stronie płata także znajdował się amarantowy krzyż, w środku którego wyhaftowano orła w wieńcu laurowym. Na białych polach, pomiędzy ramionami krzyża, znajdowały się cyfry 14 w wieńcach laurowych.
Na lewej stronie płatu sztandarowego umieszczono:
- w prawym górnym rogu na tarczy – wizerunek Matki Boskiej Kodeńskiej,
- w lewym górnym rogu na tarczy – wizerunek Świętej Barbary,
- w prawym dolnym rogu na tarczy – godło Ziemi Podlaskiej,
- w lewym dolnym rogu na tarczy – odznakę pamiątkową artylerii konnej,
- na dolnym ramieniu krzyża kawalerskiego – napis „Warszawa 12.VII.1920”[56][54].

3 lipca 1938, w Wilnie, marszałek Polski Edward Śmigły-Rydz wręczył jednostce sztandar ufundowany przez społeczeństwo Wilna i ziem północno-wschodnich Rzeczypospolitej.
Wojenne losy sztandaru
1 września 1939 sztandar pozostawał w koszarach pod opieka kwatermistrza kpt. Jerzego Rawicza i st. ogn. Jerzego Cellary. Stąd został przewieziony do Ośrodka Zapasowego Artylerii Konnej nr 3 we Włodawie. 16 września nadwyżki 14 dak maszerowały w kierunku na Chełm Lubelski. Sztandar znalazł się w grupie pod dowództwem por. rez. Barlickiego. Około 20 września por. rez. Barlicki udał się na poszukiwanie Ośrodka, a dowództwo objął st. ogn. Cellary. Trzy dni później grupa znalazł się w rejonie wsi Depułtycze, a wobec zagrożenia utraty sztandaru, dowódca grupy podjął decyzję o spaleniu płatu sztandaru i drzewca. Przed wykonaniem tej czynności odpruto z płatu wszystkie 4 tarcze, zdjęto orła wraz z puszką oraz pamiątkowe gwoździe i zakopano w lesie. Do tej pory nie udało się odnaleźć zakopanych symboli dywizjonu.
Odznaka pamiątkowa
Od 20 maja 1922 oficerom i żołnierzom mogły być nadawane odznaki pamiątkowe artylerii konnej, wspólne dla wszystkich dywizjonów. Odznaka miała kształt krzyża maltańskiego o ramionach pokrytych emalią białą z pozłacanymi datami 1809 i 1918. Na środek krzyża nałożony został orzeł srebrny, oksydowany, w koronie pozłacanej, trzymający w szponach pozłacane, skrzyżowane lufy armatnie z gorejącą bombą. Pod lufami proporczyk emaliowany artylerii konnej, czarno-amarantowy (od 1926 czarno-szkarłatny).
Barwy artylerzystów konnych
| Osobne artykuły: Barwy jednostek kawalerii i barwy broni i służb Wojska Polskiego . |                                                                         |
| Grafika                                                                             | Opis                                                                    |
|                                                                                     | Łapka ciemnozielona, wypustka karmazynowa                               |
|                                                                                     | Od 14 lipca 1920 proporczyk czarno-amarantowy                           |
|                                                                                     | Od 4 sierpnia 1927 proporczyk czarno-szkarłatny                         |
|                                                                                     | Otok na czapkach – czarny (oficerowie aksamitny, szeregowi sukienny)    |
|                                                                                     | Spodnie długie ciemnogranatowe, lampasy amarantowe, wypustka amarantowa |
| Naramiennik                                                                         | numer porządkowy dywizjonu „14”                                         |

Żurawiejka
| Osobny artykuł: Żurawiejka .    |                           |
| Jaki chcecie numer dajcie       | żeśmy dzielni pamiętajcie |
| Lance do boju, szable w dłoń... |                           |

## Żołnierze dywizjonu

### Dowódcy i zastępcy dowódcy dywizjonu
| Dowódcy dywizjonu                             | Dowódcy dywizjonu              |
| --------------------------------------------- | ------------------------------ |
| ppłk art. Czesław Tabortowski                 | 15 VII? 14 X 1920 – 25 IV 1921 |
| mjr art. Stefan Czesław Ludwik Ludomir Dowbor | do IV 1922                     |
| ppłk art. tyt. płk Witold Majewski            | IV 1922 – 31 V 1924            |
| ppłk art. Adam Sielicki                       | do 27 III 1926                 |
| mjr art. Ludwik Kiok                          | 27 III 1926 – 23 V 1927        |
| ppłk art. Brunon Romiszewski                  | 23 V 1927 – 28 I 1931          |
| ppłk art. Włodzimierz Arwaniti                | I 1931 – XI 1935               |
| ppłk art. Jan II Kijowski                     | XI 1935 – VIII 1938            |
| ppłk dypl. art. Tadeusz Żyborski              | VIII 1938 – IX 1939            |
| Zastępcy dowódcy dywizjonu                    |                                |
| kpt. art. Sergiusz Połoński                   | p.o. 1923                      |
| mjr art. Michał Borek                         | do 1939                        |

### Obrońcy Westerplatte
W lipcu 1939 dywizjon wydzielił jeden działon, który wszedł w skład załogi Wojskowej Składnicy Tranzytowej na Westerplatte. Obsługę armaty stanowili:
| Stopień, imię i nazwisko                      | Stanowisko            |
| --------------------------------------------- | --------------------- |
| kpr. Eugeniusz Grabowski                      | działonowy            |
| kpr. Wincenty Kłys                            | celowniczy            |
| kan. Władysław Jakubiak                       | zamkowy († 2 IX 1939) |
| kan. Józef Spiżarny                           | ładowniczy            |
| kan. Franciszek Żołnik                        | kierowniczy           |
| kan. Czesław Filipkowski                      | amunicyjny            |
| Osobny artykuł: Ostatnia załoga Westerplatte. |                       |

### Żołnierze dywizjonu – ofiary zbrodni katyńskiej
Biogramy zamordowanych znajdują się na stronie internetowej Muzeum Katyńskiego
| Stopień, imię i nazwisko      | zawód    | miejsce pracy przed mobilizacją | zamordowany |
| ----------------------------- | -------- | ------------------------------- | ----------- |
| ppor. rez. Zygmunt Czerwiński | prawnik  |                                 | Katyń       |
| ppor. rez. Edward Drapow      | prawnik  |                                 | Katyń       |
| ppor. rez. Bronisław Halicki  | urzędnik |                                 | Katyń       |
| ppor. rez. Wacław Sarosiek    |          |                                 | Katyń       |